# Medicago constricta
Medicago constricta es una especie anual, no trepadora del género Medicago. Se la halla en la cuenca del mar Mediterráneo, de Grecia a Israel. M. constricta se la encuentra en suelos arcillo-arenosos sin exceso de humedad.  Forma una relación simbiótica con la bacteria Sinorhizobium meliloti, el cual es capaz de fijación de nitrógeno.

## Galería

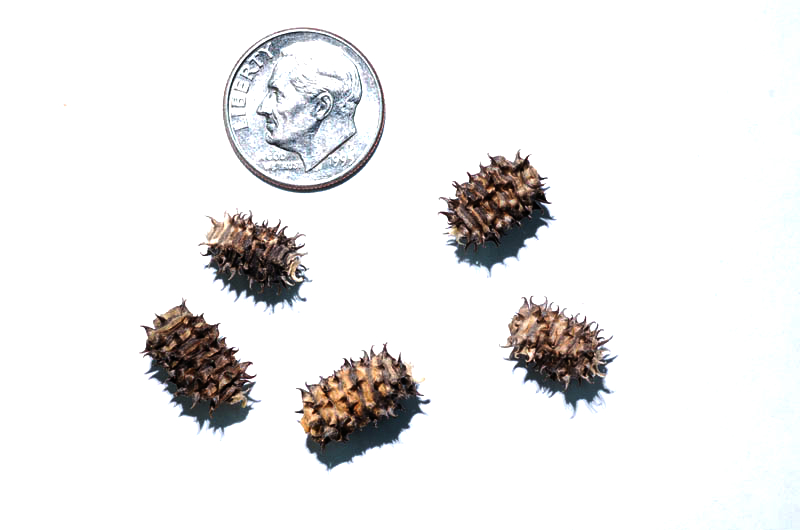
Vainas de semillas
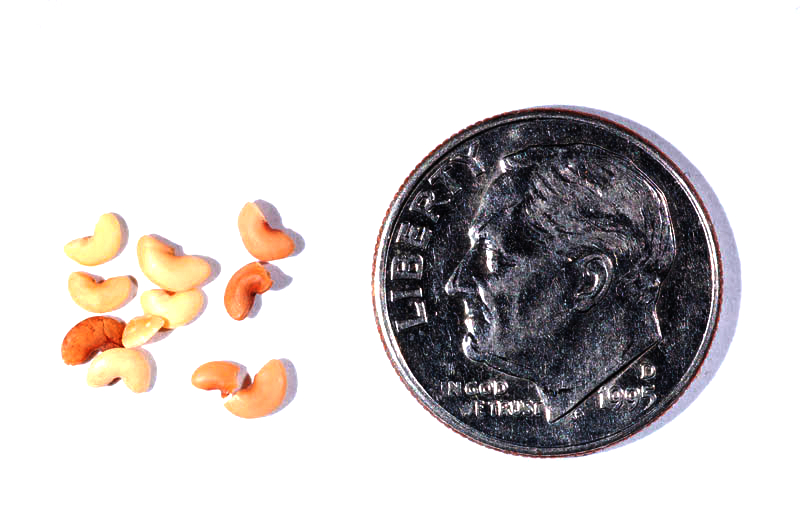
Semillas